# Esencial
Esencial é o primeiro álbum ao vivo do cantor mexicano Christian Chávez, gravado no dia 17 de janeiro de 2012 no Carioca Club, em São Paulo e lançado em 14 de agosto de 2012 pela gravadora PeerT6H Music. Esse foi o primeiro material lançado pelo cantor de forma independente, após a sua saída da gravadora EMI Music no ano de 2011.

## Antecedentes
Em junho de 2011, deixando a gravadora EMI Music e, pede sua carta de retirada com a condição de pagar a gravadora e cobrir o investimento feito por ela em sua carreira. Em 21 de maio de 2012, Christian lança através do iTunes o Esencial EP, que contém 3 canções inéditas, sendo elas, um cover em espanhol da música "Como é Grande o Meu Amor por Você" do cantor brasileiro Roberto Carlos; "No me olvides" uma canção composta pelo cantor mexicano Juan Gabriel e, anteriormente interpretada por Lucha Villa, porém agora que a interpreta é Christian, e também "Sacrilégio" que é composta pelo seu próprio interprete, juntamente com a compositora argentina Claudia Blant. Esse EP foi lançado para promover o single "Sacrilégio" e o seguinte material.

## Faixas
| N.º | Título                                     | Compositor(es)                      | Duração |  |
| 1.  | "Eterna Soledad"                           | Marciano Cantero Felipe Staiti      | 4:29    |  |
| 2.  | "Tu Amor"                                  | Diane Warren                        | 3:58    |  |
| 3.  | "Como es Grande Mi Amor Por Ti" (com Cine) | Roberto Carlos Mc Cluskey Buddy Ma  | 2:53    |  |
| 4.  | "Y Si No Ves"                              | Mauricio L. Arriaga Eduardo Pedraza | 3:47    |  |
| 5.  | "Tatuajes"                                 | Jose Figueroa Joan Sebastián        | 3:12    |  |
| 6.  | "Por Encuanto (Por Enquanto)"              | Renato Russo                        | 2:47    |  |
| 7.  | "No Me Olvides"                            | Juan Gabriel                        | 3:26    |  |
| 8.  | "Sacrilégio"                               | Christian Chávez Claudia Brant      | 4:13    |  |
| 9.  | "Pedazos"                                  | Chávez                              | 3:52    |  |
| 10. | "¿En Dónde Estás?" (com Agnes Monica)      | Arriaga Agnes Monica                | 3:58    |  |
| 11. | "Purple Rain"                              | Prince                              | 6:50    |  |
| 12. | "Libertad"                                 | Chávez Samuel Parra Cruz            | 4:22    |  |